# Andrej Andrejevics Vlaszov
Andrej Andrejevics Vlaszov (oroszul: Андрей Андреевич Власов), Lomakino, Nyizsnyij Novgorod-i kormányzóság, Orosz Birodalom, 1901. szeptember 14. (Julián naptár szerint szeptember 1.) – Moszkva, Szovjetunió, 1946. augusztus 2-án, orosz katonatiszt, a Vörös Hadsereg egyik legfiatalabb tábornoka. A második világháborúban átállt a németek oldalára és a Szovjetunió ellen harcolt.
A háború végén egységével az Orosz Felszabadító Hadsereggel (ROA) az amerikai csapatok előtt tette le a fegyvert. Az amerikaiak azonban Vlaszovot és társait nem tekintették hadifogolynak és kiadták a szovjeteknek, azzal az indoklással, hogy számukra ők csak kollaboránsok voltak. Hadseregének java része munkatáborokba került, közülük és az őket segítők közül ezrek végezték jeltelen tömegsírokban. Vlaszovot a Szovjetunió Legfelsőbb Bírósága a németekkel való kollaborálás miatt halálra ítélte.

## Élete
Parasztszülők gyermeke, a családnak 11 gyermeke született. A jó képességű gyermeket a falu pópája papi szemináriumba küldte tanulni, ahol tanulmányait az 1917-es októberi orosz forradalom kitöréséig végezte, ezután csatlakozott a megalakuló Vörös Hadsereghez 1919-ben. Csapatával Ukrajnában, a Kaukázusban és a Krímben harcolt. A katonai ranglétrán is gyorsan haladt előre ebben az időszakban, már 1919-ben századparancsnok, 1921-ben, 21 évesen pedig ezredparancsnoki beosztást kapott.
1930-ban belépett az Össz-szövetségi Kommunista (bolsevik) Pártba. Az 1930-as évek vége felé tisztogatások folytak a hadseregen belül is, leváltottak kiváló képességű tábornokokat, megbízhatatlannak minősítettek embereket a Jagoda és Jezsov nevéről elhíresült tisztogatási akciók keretében. Vlaszovot a tisztogatások elkerülték, sőt „jó elvtárs”-nak számított.
1938-ban a kommunista hadvezetés katonai tanácsadónak küldte Kínába, a japánokkal harcban álló Csang Kaj-sek katonai tanácsadójának (Volkov néven, kínai uniformisban, a szovjet katonai tanácsadó Cserepanov tábornok vezérkari főnökeként szolgált, ezredesi beosztásban).
1939 őszén került vissza a Szovjetunióba, ekkor a 99. lövészhadosztály parancsnoka lett. Távolléte alatt a tábornoki kar „kicserélődött” (tisztogatások), szülei és más rokonai kuláklistára kerültek. Magyar életrajzírója, Gosztonyi Péter történész szerint – bár a helyén maradhatott, vélhetően mélyen megdöbbent ezeken a tisztogatásokon, és ez lehetett az egyik első eset, amikor komolyan kételkedni kezdett Sztálinban (az igazsághoz hozzátartozik, hogy bár kommunista volt, de Gosztonyi szerint, nem bolsevik, így ideológiai szempontból sem volt Sztálin feltétlen híve. Mások, például Nagy-Domokos Imre, politikailag teljesen tájékozatlannak, de alapjában véve bolseviknak tartják).
Ennek ellenére, a második világháború kitörése után hősiesen harcolt, magát több véres ütközetben kitüntetve; megkapva a Vörös Zászló érdemrendet, újságcikkek nyolc másik tábornok mellett kitüntetően közölték fényképét címoldalaikon (Izvesztyija, 1941. december 13.), Zsukov mint az egyik legtehetségesebb katonát, személyesen mutatja be Sztálinnak (1941. november 12.). Részt vett a szovjet csapatok hadműveleteiben, 1941-ben a 37. hadsereg vezetőjeként Kijev védelmére rendelték. Kijevet nem sikerült megvédenie, de maradék csapatával sikerült áttörnie a német vonalakon és elérnie saját hadtestét.
Ezután Sztálin személyesen nevezte ki a Moszkva alatti 20. hadsereg parancsnokává. Vlaszov csapatai hatalmas áldozatok árán, de megállították a német támadást; Sztálin személyesen tüntette ki és kinevezte altábornaggyá, így Sztálin kedvenc tábornoka Zsukov után ő lett az egyik legfiatalabb tábornok a seregben.

## Átállása

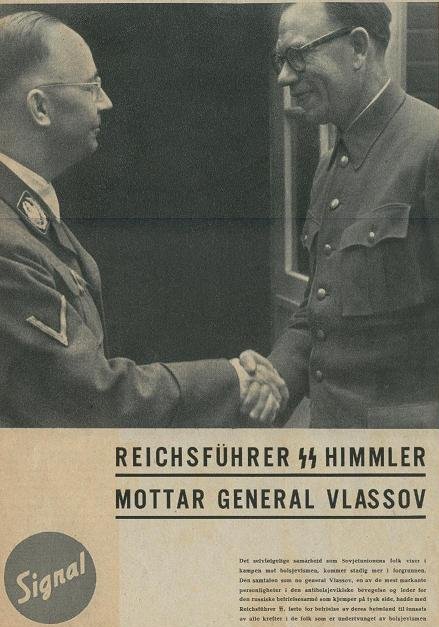
Vlaszov és Heinrich Himmler

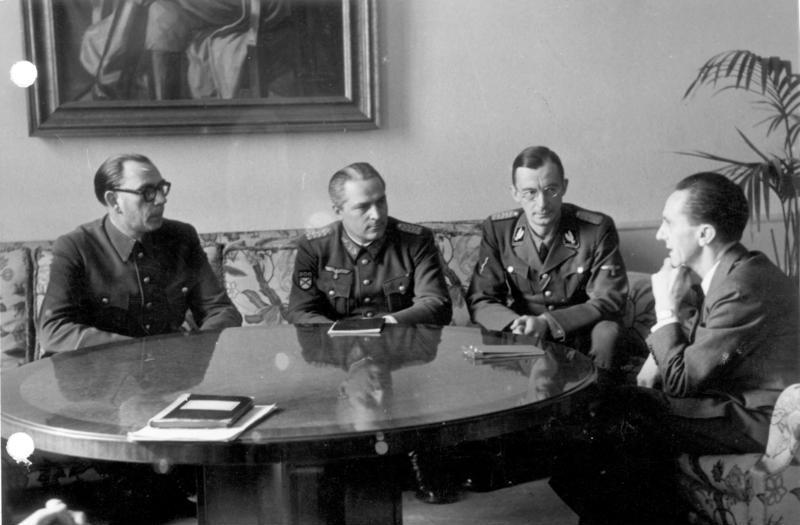
Vlaszov találkozója Goebbels propagandaminiszterrel

1942-ben a körbezárt Leningrádba küldték, hogy a 2. csapásmérő hadsereg vezetőjeként megtörje a német ostromzárat. A hadsereg az egy éve tartó ostrom miatt kimerült, a felszerelés hiányos, az alakulatok nagy része demoralizálódott; 1942 júniusában mégis megindították támadásukat, de Leningrádtól délre a németek bekerítették és megsemmisítették a hadsereg nagy részét. Vlaszov július 12-én fogságba esett és hamarosan egy speciális börtönbe került, mint magas beosztású tiszt, itt közölte a németekkel, hogy átáll hozzájuk. 
Szovjet források, Kirill Mereckov tábornok emlékiratai és más jelentések szerint viszont Vlaszov a seregével együtt tervszerűen állt át; nem vett részt a nagy véráldozatokkal járó kitörési kísérletekben, amelyek így kudarcba fulladtak. A körbezárt seregből 16 ezer katona próbált megszökni egy szűk, 300-400 méter széles folyosón keresztül a vasútvonal mentén, de tűzharcba keveredtek a németekkel. 6000-en meghaltak, 8000-en pedig eltűntek ebben az akcióban, a háború utáni keresés és 1980-as exhumálás adatai alapján valószínűnek látszik, hogy meghaltak.
Vlaszov foglyul ejtése a németek szemében több fontos cél eléréséhez vezethetett, ezért speciális börtönbe került. Az egyik cél az orosz hadsereg további megosztása és demoralizálása volt. A másik céljuk, hogy a német hadsereg előőrséül foglyokból és dezertőrökből álló hadsereget szervezzenek egy megbízható parancsnok felügyelete alatt, olyan személyekből, akik maguk is a szovjet rendszer ellenségei voltak. A németek reményei szerint ezek a célok megvalósulásuk esetén a szovjetek megosztásához vezethettek volna, így akár a háború kimenetelére is döntő hatást gyakorolhatott volna. Számukra épp ezért fontos volt Vlaszov meggyőzése, de nem mindenáron.
A németeknek végül sikerült meggyőznie őt, valószínűleg olyan ígéretekkel, hogy a németek csak egy ideiglenes kormányt kívánnak felállítani, és helyre akarják állítani az orosz hadsereg függetlenségét az ő irányítása alatt.
A visszautat véglegesen bezárta az a Vlaszov által írt antibolsevista röplap, melyet a németek millió számra dobtak le repülőgépről a szovjet csapatoknak, ennek következtében megközelítőleg húszezren dezertáltak is.
Mint megbízható kollaboráns, megalakíthatta a foglyokból a ROA-t (Русскaя освободительнaя армия, Orosz Felszabadító Hadsereg), és ennek a hadseregnek a vezetője lett. Együtt a dezertált tábornokokkal, tisztekkel és katonákkal a szabad Oroszországért harcolt Sztálin ellen.
Vlaszov nézeteiben is változtatott, visszatért a magántulajdonra épülő kapitalizmus eszméihez, bár nem érdeklődött a szabadság és demokrácia eszméi iránt. Hatására sok orosz börtönlakó is csatlakozott seregéhez, ennek ellenére sohasem sikerül 50 000 főnél nagyobb sereget felállítania.
Hitler óvatos és reménykedő volt Vlaszovval, és hadseregével kapcsolatban. Reménykedett benne, hogy Vlaszovnak sikerül egyre több dezertált orosz és börtönlakó részvételével egy ütőképes hadsereget kialakítania, és ez is Sztálin bukásához vezethet. Ezzel valóra válhatott volna álma, a németek uráli terjeszkedése is. Elképzelése szerint Vlaszovot a német parancsnokság az első vonalba küldte volna a Vörös Hadsereg elleni közvetlen harcokba.
Hitler tervei azonban elkéstek. Sok helyen – a Baltikumban és Ukrajnában, a Krímben – sóval és kenyérrel várták a bevonuló német csapatokat, nem azért, mert egyetértettek a náci eszmékkel (ezeket legtöbbjük vélhetően nem is ismerte elegendő alapossággal), hanem mert szabadulni szerettek volna az idegen szovjeturalom és a bolsevik terror alól: az ukrán államiság visszaállításában, a kolhozföldek szétosztásában reménykedtek. Több német főtiszt (köztük Stauffenberg ezredes, a Hitler elleni merénylet szervezője) a megnyerés politikáját javasolta, de Hitler lesöpörte javaslataikat; a Vlaszov-hadosztályt is csak 1944-ben, végszükségben szervezték meg.
Vlaszov megbízást kapott az orosz katonákból álló sereg megszervezésére, melyet a németek viszonylag jól felszereltek fegyverekkel, de Wilfried Strik-Strikfeldtet kirendelték összekötőként melléje. Főhadiszállását Dabendorfban állította fel, hamarosan két hadosztálynyi személyzetet hozott létre, megközelítőleg 50 000 katona részvételével.

## Tevékenysége a németek oldalán

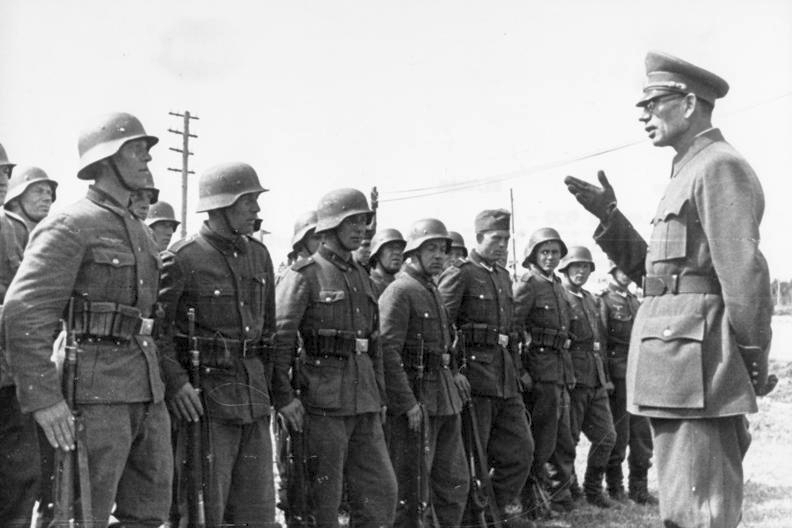
Vlaszov a ROA katonáival

Több kisebb csata lefolyása után az Odera melletti Frankfurtban Georgij Zsukov ellen vetették be őket, ahol a ROA sem tudta megállítani Zsukovot, így a háború menetére mégsem tudtak semmilyen befolyást gyakorolni.

## Újabb átállása
Vlaszov több hadszíntér után a Prága alá lett rendelve. Ebben az időben már látható volt a német csapatok teljes zavarodottsága, a prágaiak, érezve a németek végső bukását, öngyilkos tettre szánták el magukat, 1945. május 5-én felkelés tört ki a németek ellen, a megalakult Cseh Nemzeti Tanács vezetésével. A németek minden erőt, köztük a ROA-t is, a felkelés letörésére rendeltek. A prágaiak szorult helyzetükben az amerikaiak segítségét kérték, akik ezt megtagadták. Igaz, Konyev marsall a berlini csata végeztével elindult csapataival Prága felszabadítására, de nehezen haladt előre. A ROA a németek ellen fordult, és nehéz harcban legyőzte őket. A szovjet csapatokat azonban Vlaszov nem várta be, hanem az amerikai vonal felé vonult, és az amerikai csapatok előtt tette le a fegyvert.
Az amerikai csapatok Vlaszovot és társait kiadták a szovjeteknek, azzal az indoklással, hogy számukra ők csak kollaboránsok voltak.
Vlaszov így került a katonai elhárítás kezébe, majd Moszkvába, ahol a Szovjetunió Legfelsőbb Bírósága a németekkel való kollaborálás miatt 1946. augusztus 1-jén halálra ítélte, és másnap, augusztus 2-án az ítéletet a moszkvai, Lubjanka börtön belső udvarán végrehajtották.

## Utóélete
Vlaszovot a szovjet rendszer árulónak tartotta, éveken át nevét említeni sem volt szabad, s azt több nyilvántartásból törölték. A személyére és szerepére vonatkozó történelmi kutatások, többek közt ezért is, még nem adtak róla lezártnak mondható képet. Hadseregének tagjait a nyugati hatalmak, annak ellenére, hogy vélhetően tudták, a biztos halál vár rájuk, átadták a szovjeteknek. Java részük munkatáborba került, közülük és az őket segítők közül ezreket (elsősorban ukránokat) lőttek tömegsírokba.